# Conomma
Genre
Conomma est un genre d'opilions laniatores de la famille des Pyramidopidae.

## Distribution
Les espèces de ce genre se rencontrent en Afrique subsaharienne.

## Liste des espèces
Selon World Catalogue of Opiliones (23/06/2021) :
- Conomma asperum Lawrence, 1949
- Conomma biarmatum Roewer, 1949
- Conomma cassinium Roewer, 1949
- Conomma dentichelis Lawrence, 1957
- Conomma ealae Roewer, 1950
- Conomma feae Roewer, 1927
- Conomma forte Loman, 1902
- Conomma fuscipes Kauri, 1985
- Conomma harpago Roewer, 1949
- Conomma minimum Roewer, 1912
- Conomma oedipus Roewer, 1949
- Conomma orientale Roewer, 1949
- Conomma pachytarsus Roewer, 1949
- Conomma palmeni Kauri, 1985
- Conomma principeum Roewer, 1949
- Conomma pygatum Roewer, 1949
- Conomma simplex Roewer, 1949
- Conomma troglodytes Lawrence, 1952

## Publication originale
- Loman, 1902 : « Neue aussereuropäische Opilioniden. » Zoologische Jahrbücher, vol. 16, p. 163–216 (texte intégral).